# 福井テレビジョン放送
福井テレビジョン放送株式会社（ふくいテレビジョンほうそう、英: Fukui Television Broadcasting Co., Ltd.）は、福井県を放送対象地域とし、テレビジョン放送事業を行っている特定地上基幹放送事業者である。
略称はFTB（開局時からはアルファベット小文字のftbを使用）であるがほとんど使用されておらず、通称である福井テレビが主に使用される。
県民からは福テレとも呼ばれるが、同系列の福島テレビと略称が被る。

## 会社概要
- 社名 - 福井テレビジョン放送株式会社
- 所在地 - 福井県福井市問屋町三丁目410番地
- 会社設立 - 1969年1月29日
- 資本金 - 3億円
- 従業員 - 161人（2018年4月1日時点）
- 開局 - 1969年10月1日
- コールサイン - JOFI-DTV
- 送信所 - 福井市（足羽山）
- 系列局 - FNN（フジテレビ系列）

## 事業所所在地
- 本社・演奏所：福井県福井市問屋町三丁目410番地
- 嶺南支社：福井県敦賀市本町二丁目7番13号
- 東京支社：東京都中央区銀座五丁目14番10号 第10矢野新ビル
- 大阪支社：大阪府大阪市北区梅田二丁目4番9号 ブリーゼタワー10階
- 名古屋支社：愛知県名古屋市東区東桜一丁目14番25号 テレピア
- 金沢支社：石川県金沢市上堤町3番21号 金沢野村證券ビル

## 社史・記念誌
福井テレビでは、以下の3冊を発行している（2009年12月時点、3冊ともに福井テレビジョン放送/編）。
- 『福井テレビひとむかし』（1981年5月発行、474ページ）
- 『福井テレビ33年のあゆみ 虹色の未来に向かって』（2003年3月発行、394ページ）
- 『福井テレビ33年のあゆみ 資料編・年表編』（2003年3月発行、228ページ）

## 資本構成
企業・団体の名称、個人の肩書は当時のもの。出典：

### 2021年3月31日
| 資本金 | 発行済株式総数 | 株主数 |
| ------ | -------------- | ------ |
| 3億円  | 600,000株      | 54     |

| 株主         | 株式数    | 比率   |
| ------------ | --------- | ------ |
| 福井新聞社   | 124,000株 | 20.66% |
| 中日新聞社   | 094,600株 | 15.76% |
| 東海放送会館 | 042,000株 | 07.00% |
| 朝日新聞社   | 042,000株 | 07.00% |
| フクイボウ   | 025,000株 | 04.16% |
| 福井銀行     | 024,000株 | 04.00% |
| 三谷商事     | 022,000株 | 03.66% |

## 新聞社との関係
福井新聞社が20.7%、中日新聞社が15.8%の株式を保有していることから、福井新聞、日刊県民福井（中日新聞福井支社発行）との繋がりが深い。初代社長の吉田弥は福井新聞の元社長であった。全国紙の新聞では、朝日新聞との資本関係がある。
福井県の2局目のテレビ局には、福井新聞社・中日新聞社・朝日新聞社・産業経済新聞社などの各メディアが免許を申請していたが、当時参議院議員であった熊谷太三郎の下で一本化が図られ会社が設立された。熊谷は会社設立時に初代会長に就任している。開局後、福井新聞と中日新聞との対立が激化し、1972年1月末に中日新聞・東海テレビ放送からの出向社員を引き揚げられる事態に陥った。その後、東海テレビとの関係改善のため1973年11月5日より『中日ニュース』が放送された。
各新聞のテレビ番組表における福井テレビの扱いは、以下の通り。
1. 中日系各紙（日刊県民福井、一部地域で日刊県民福井と併売されている名古屋発行の中日新聞福井版、中日スポーツ）では民放左端に掲載している。中日スポーツのこの「福滋版」は滋賀県と京都府の一部でも販売されているため、滋賀県での中日スポーツ番組表では民放左端は在阪局でもびわ湖放送でも京都放送（KBS京都）でもなく、福井テレビである。
2. サンケイスポーツでも近畿・東海（愛三岐[14]）・北陸地域向けの版の番組欄下段に小サイズで掲載している。以前は大阪本社管轄の近畿地方以外の地域=東海（愛三岐[14]）・北陸・中国・四国の版で一般スポーツ競技のページにハーフサイズで掲載していた。同じ系列の産経新聞の東海・三重版（東海3県向け）のテレビ欄にも、エリア外ではあるがハーフサイズ（2011年7月23日までは小サイズ）で番組欄が掲載されている（伊賀地方を除く）。

## ネットワークの移り変わり
設立当初は、中日新聞・産経新聞・朝日新聞が株主として名を連ねていたことから、フジテレビ系列とNETテレビ（現・テレビ朝日）系列とのクロスネット局として開局する方針であったが、開局直前の1969年（昭和44年）7月にフジテレビ系単独ネットに変更。フジニュースネットワーク（FNN）・フジネットワーク（FNS）に加盟する。
開局時に、県内の放送局・福井放送からNET系列の番組およびTBS系列の一般番組の一部が移行。以後は両局で両系列の番組を共有することになった。一貫してフジテレビ系列局ではあるものの、福井放送は1989年（平成元年）にテレビ朝日系列へ加盟しており、加盟後も日本テレビ系列主体の番組編成となっているため、編成やスポンサーなどの都合で福井放送では放送されないテレビ朝日系列の番組及びTBS系列（テレビ東京系列の番組も含む）の番組を一部番組販売にて放送している。

## 福井県内のGガイドについて
Gガイドは、本来は各地のTBSテレビ（JNN）系列局がホスト局になっているが、福井県には同系列局が存在しないため、特例扱いとして本局がGガイドの番組データの配信を行っている。

## 沿革
- 1968年（昭和43年）9月27日 - 予備免許交付。
- 1969年（昭和44年）
  - 1月29日 - 会社設立。本社を福井新聞社本社（福井市春山、現在の福井新聞さくら通りビル）内に設立[15]。
  - 9月4日 - サービス放送を開始（カラー放送も同時開始）[16]。

開局から1989年まで使用された初代ロゴ

  - 開局から1989年まで使用された初代ロゴ10月1日 - 福井県内2番目の民間放送テレビ局として開局（同じFNN系列の秋田テレビ（AKT）と同日）[17][18]。FNN・FNS加盟。
- 1971年（昭和46年）10月23日 - 自社制作初のカラーワイドショー『FTBスタジオ "おはよう福井"』放送開始[19]。
- 1976年（昭和51年）- 日本の民放テレビ局では初めて、ENG対応の機材を6月からニュース取材に導入[20]。
- 1977年（昭和52年）4月26日 - 本社を福井市和田中町（現在の福井市問屋町）へ移転[21]。
- 1985年（昭和60年）- 音声多重放送を開始。
- 1989年（平成元年）10月1日 - CI導入によりロゴマークが現在のものに。本社増改築と当時開局20周年に伴うものだった。
- 2005年（平成17年）9月1日 - 地上デジタル放送に対応した主調整室（マスター）設備に更新（東芝製）。
- 2006年（平成18年）5月1日 - 地上デジタル放送開始。
- 2010年（平成22年）7月5日 - アナログ放送において、原則全番組レターボックス化。
- 2011年（平成23年）7月24日 - 12時にアナログ放送終了。25日0時に電波の送出も停止し、アナログ放送が完全終了した。

## 地上デジタル放送
2006年5月1日からNHK福井放送局・福井放送と同時に地上デジタル放送を開始。それに先駆けて、2005年9月1日にデジタルマスターへの変更を完了した。また、デジタル放送開始を見据えて、2006年1月よりキャッチコピーを「夢 はっしん。」に変更。現在のキャッチコピーは「超える力」。

## テレビチャンネル

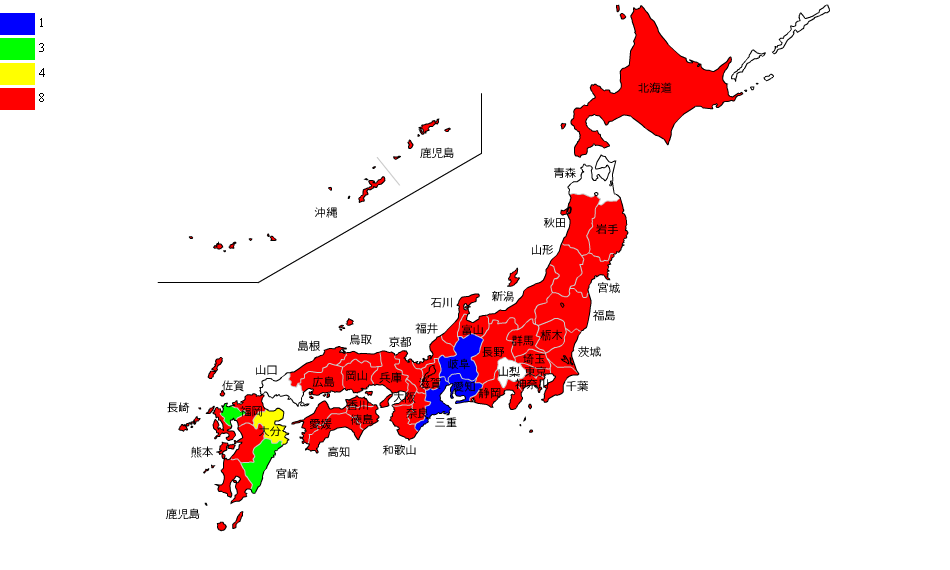
フジテレビ系列のリモコンキーID地図

リモコンキーIDは「8」。

### 本局
- 福井（足羽山） 22ch 1kW JOFI-DTV - 送信機は日立国際電気製。デジタル化工事を機に、足羽山の送信アンテナ（6L双ループ3段4面）がデジアナ共用のものに変更された。なお、それまで使われていた送信アンテナは現在本社敷地内に展示されている。

### 中継局
嶺北
- 大野 42ch 10W
- 勝山 30ch 3W
- 三国 31ch 3W
- 鯖江河和田 42ch 1W
- 武生南 32ch 3W
- 越前 51ch
- 福井国見 22ch
- 福井川西 32ch
- 上宇坂 32ch
- 下宇坂 30ch
- 羽生 30ch
- 越廼 30ch
- 武生新宮 30ch
- 鯖江北 32ch
- 勝山平泉寺 36ch
- 大野阪谷 51ch
- 福井池田 30ch
- 今庄 42ch
- 芦原浜坂 41ch
- 金津細呂木 42ch
- 三国北 51ch

嶺南
- 敦賀 26ch 10W
- 小浜 31ch 10W
- 美浜 26ch 10W
- 上中 33ch 3W
- 高浜 42ch

### アナログ放送
2011年7月24日をもって終了。

#### 本局
- 福井（足羽山）39ch 10kW JOFI-TV - 送信所は福井エフエム放送（FM福井）と共同使用。送信機は東芝製。

#### 中継局
嶺北
- 福井国見 40ch 3W（垂直偏波）
- 福井川西 41ch 3W（垂直偏波）
- 福井羽坂 44ch 0.1W
- 福井江守 57ch 1W
- 福井冬野 48ch 0.1W（垂直偏波）
- 福井南 57ch 1W - 福井テレビのみの使用。
- 越廼 56ch 3W（垂直偏波）
- 福井清水 55ch 0.1W
- 上宇坂 40ch 1W
- 下宇坂 60ch 3W
- 羽生 57ch 3W
- 永平寺 48ch 0.1W
- 永平寺越坂 60ch 0.1W
- 芦原浜坂 44ch 0.1W
- 金津細呂木 58ch 0.1W
- 三国 55ch 10W（垂直偏波）
- 坂井梶 60ch 0.5W
- 大野 37ch 100W
- 大野阪谷 27ch 3W
- 勝山 57ch 30W
- 鯖江北 29ch 10W
- 鯖江河和田 37ch 10W
- 武生南 41ch 10W（垂直偏波）
- 越前新宮 57ch 10W
- 今庄 57ch 10W
- 福井池田 57ch 3W
- 越前 53ch 3W

嶺南
- 敦賀 38ch 100W
- 敦賀沓見 57ch 1W
- 敦賀疋田 58ch 3W
- 美浜 49ch 100W - FM福井と共同使用。
- 美浜坂尻 42ch 10W
- 小浜 58ch 100W
- 若狭 40ch 30W
- 高浜 22ch 10W

### エリア放送
2012年8月3日から8月5日まで開催されたイベント用として、ホワイトスペースを利用するエリア放送が実施された。
福井駅前に地上一般放送局1局が設置された。
| 免許人                       | 局名                    | 呼出符号     | 物理ch | 周波数        | 空中線電力 | 業務区域 |
| ---------------------------- | ----------------------- | ------------ | ------ | ------------- | ---------- | -------- |
| 福井テレビジョン放送株式会社 | FTB福井市中央エリア放送 | JOXZ5AA-AREA | 42ch   | 647.142857MHz | 10mW       | 福井駅前 |

## 現在放送中の番組
現在の番組の詳細は、公式サイトの番組紹介あるいは週間番組表を参照。

### 自社制作番組
- FNN福井テレビニュース（放送時間は当該項目を参照）
- 福井新聞ニュース（放送時間は当該項目を参照）
- 中日新聞ニュース（月曜 - 金曜 15:35 - 15:40）
- 福井テレビ News イット!（月曜 - 金曜 15:45 - 19:00、土・日曜 17:30 - 18:00）
- シネマニアプラス（土曜 11:20 - 11:35）
- 輝け!ふくいチャレンジャー（毎月第1・3土曜 17:00 - 17:15、福井県広報番組）[23]
- 日本全国福むすび（土曜 18:00 - 18:29、再放送：木曜 0:55 - 1:25（水曜深夜））
- 話のタネのミュージアム なんだー?ワンダー!（土曜 18:29 - 18:55、再放送：土曜 1:25 - 1:55（金曜深夜））
- タイムリーふくい（日曜 8:30 - 9:00、再放送：火曜 0:25 - 0:55（月曜深夜））
- エ・ク・ボ通信（日曜 13:55 - 14:00）
- KEYWORD 〜人・もの・思い〜（毎月第3日曜 17:25 - 17:30）
- 福いっぱいテレビ（不定期放送、福井市広報番組）[24]

### フジテレビ系番組
太字は同時ネット。
制作局の表記のない番組はフジテレビ制作。
- おかべろ（月曜 13:55 - 14:25、関西テレビ制作）
- 西村キャンプ場（火曜 0:25 - 0:55（月曜深夜）、テレビ新広島制作）
- ぐっさん家〜THE GOODSUN HOUSE〜（火曜 13:55 - 14:25、東海テレビ制作）
- ノンストップ!   (平日9:50-11:30)
- 今夜はナゾトレ（火曜 19:00 - 20:00）
- 潜在能力テスト（火曜 20:00 - 20:54）
- いただきハイジャンプ（水曜 0:25 - 1:05（火曜深夜））
- うる星やつら（木曜 0:25 - 0:55（水曜深夜））
- キスマイ超BUSAIKU!?（金曜 0:25 - 0:55（木曜深夜））
- 坂上どうぶつ王国（金曜 19:00 - 20:00）
- かまいたちの机上の空論城（土曜 0:55 - 1:25（金曜深夜）、関西テレビ制作）
- テレビ寺子屋（土曜 4:55 - 5:25、テレビ静岡制作）
- ONE PIECE（土曜 5:25 - 5:55）
- フットマップ〜今すぐ行きたい!エエとこツアー〜（土曜 16:25 - 16:55、関西テレビ制作）
- 逃走中 グレートミッション（日曜 5:00 - 5:30）
- 釣りごろつられごろ（日曜 6:15 - 6:30、テレビ新広島制作）
- 物語の始まりへ（日曜 8:25 - 8:30、石川テレビ制作）
- ジャンクSPORTS（日曜 9:30 - 10:00）
- KEIBA BEAT（日曜 15:00 - 16:00、関西テレビ制作）[注 8]
- Love music（月曜 1:00 - 1:25（日曜深夜））
- 有吉くんの正直さんぽ (不定期放送)
- FNSドキュメンタリー大賞（不定期放送）
- FNSソフト工場（不定期放送）
- かまいたちの掟（不定期放送、さんいん中央テレビ制作）

### 他系列番組

#### TBS系
制作局の表記のない番組はTBSテレビ制作。
- ふわり愛（木曜 0:55 - 1:25（水曜深夜）、SHARE BASE制作、山陰放送幹事）[25]

#### テレビ朝日系
制作局の表記のない番組はテレビ朝日制作。
- スーパー戦隊シリーズ（日曜 5:30 - 6:00、現在は『ナンバーワン戦隊ゴジュウジャー』を放送）
- 題名のない音楽会（日曜 9:00 - 9:30、23時間遅れ）[注 9]

#### テレビ東京系
制作局の表記のない番組はテレビ東京制作。
- 発見!!食遺産（土曜 10:25 - 10:50、テレビ大阪制作）
- シンカリオン チェンジ ザ ワールド（土曜 10:50 - 11:20）
- YOUは何しに日本へ?（土曜 12:00 - 13:00）
- ポケットモンスター（日曜 6:30 - 7:00）
- ナゼそこ?（不定期放送）
- 緊急SOS!池の水ぜんぶ抜く大作戦（不定期放送）

#### その他
- CM INDEX（金曜 1:25 - 1:55（木曜深夜）、東京企画制作）

## 過去に放送した番組
※は、番組自体は継続中。

### 自社制作番組
- FNN福井テレビニュース6:00
  - 福井テレビニュース6:45
  - 福井テレビニュース6:30
- FNN福井テレビスーパータイム
- FNN福井テレビザ・ヒューマン
- 福井テレビ スーパーニュース
- FNN 福井テレビみんなのニュース
- 福井テレビ プライムニュース
- おかえりなさ〜い
- こちら海です - 福井テレビ、KBS京都、テレビ和歌山、サンテレビの4局共同制作番組。
- いやはやなんとも金曜日
- おまかせクイズあんたが頼り
- You遊フライデー
- クイズもってけ!パラダイス
- ウィークリー7
- 俵太の達者でござる - テレビ神奈川、テレビ埼玉でも2009年3月まで放送。
- おかえりサタデー
- おかサタ
- おかサタ問屋町3丁目
- おかサタcafe
- 福井テレビニュースレポート FNN
- バナナペンギンクラブ
- チカッペ+
- BANDAY獏
- ふくい浪漫 い〜ざぁええDay
- FUKUIスーパーレディス駅伝（毎年11月の第2日曜日、2017年をもって終了）

ほか

### フジテレビ系番組 （途中打ち切り）
- ミュージックフェア※
- みゆき
- パタリロ
- 北斗の拳
- F
- ドラゴンクエスト
- くいしん坊!万才
- 恋神アプリ
- ザ・ノンフィクション※
- 関ジャニ∞の あとはご自由に[26]
- はやく起きた朝は…※

ほか

### テレビ朝日系番組
- 徹子の部屋※（途中打ち切り、その後、福井放送で単発放送）
- 燃えろアタック
- レッドビッキーズ（『それゆけ!レッドビッキーズ』第53話から朝日放送制作）
- 特捜最前線
- 西部警察 - パート1・2のみ、パート3は福井放送へ移行。
- 必殺シリーズ（朝日放送制作） - 腸捻転解消の前後を通じて放送、単発スペシャル番組の一部は未放映。
- プロポーズ大作戦（朝日放送制作）
- テレビスター劇場 - 華麗なる一族（1974年放送版）など放送（毎日放送制作、腸捻転時代。TBS制作版は福井放送で放送）
- 仮面ライダーシリーズ（毎日放送制作） - 腸捻転解消の前後を通じて放送。
  - 仮面ライダークウガ以降（テレビ朝日制作）は福井放送で放送。
- ひみつのアッコちゃん - 第1シリーズ、福井テレビではフジテレビ系の第2・第3シリーズも放送。
- 三枝の国盗りゲーム（朝日放送制作）
- 機動戦士ガンダム（名古屋テレビ制作）
- 機動戦士Ζガンダム（名古屋テレビ制作）
- 機動戦士ガンダムΖΖ（名古屋テレビ制作）
- 怪物くん（第2シリーズ）(2010年の日テレ実写版ドラマは福井放送で放送。)
- 忍者ハットリくん（アニメ版）（30分版のみ、1982年頃に月曜 17:25 - 17:55に放送[27]）
- フクちゃん
- パーマン（第2シリーズ、15分版のみ月曜 - 金曜 17:10 - 17:25に放送[28]）
- オバケのQ太郎（第3シリーズ、15分版のみ月曜 - 金曜 16:15 - 16:30に放送[29]）
- 未来戦隊タイムレンジャー - (途中打ち切り、特番など福井テレビのローカル番組編成の事情により、スーパー戦隊シリーズ全体の放送に大幅な遅れが生じる様に成ったため、本作のみ後半の話数を大幅カットの上で行き成り最終回に差し替える形で放送終了。)
- ふたりはプリキュア（朝日放送制作、地元映画館の映画特番として第1シリーズの一部話数のみ、2005年春休みシーズンに15時台に放送、シリーズ自体は※）[注 10]
- ファンキーモンキー寛平先生がゆく!（朝日放送制作）
- パネルクイズ アタック25（朝日放送制作、途中打ち切り）
- 水曜どうでしょうシリーズ（北海道テレビ制作）
- 歴史街道（朝日放送制作） - 後の単発スペシャル番組の一部は福井放送で不定期放送。
- 日曜洋画劇場 - 一時期放送、途中打ち切り。
- 月曜ドラマ9 - 一部作品を放送。
- たけしの健康エンターテインメント!みんなの家庭の医学（朝日放送制作）
- 世界の村で発見!こんなところに日本人（朝日放送制作）
- 松本家の休日（朝日放送制作、途中打ち切り）

ほか

### テレビ東京系番組
- 大江戸捜査網
- 装甲騎兵ボトムズ
- ライブオン CARDLIVER 翔　※HD
- 赤ずきんチャチャ
- 新世紀エヴァンゲリオン
- 炎の闘球児ドッジ弾平
- キャプテン翼（第1期）
- 元祖!でぶや
- ポケットモンスターシリーズ
  - ポケットモンスター（平成版）
  - ポケットモンスター アドバンスジェネレーション
  - ポケットモンスター ダイヤモンド・パール
  - ポケットモンスター ベストウイッシュ
  - ポケットモンスター XY
  - ポケットモンスター サン&ムーン
  - ポケットモンスター（令和版）
- 妖怪ウォッチ
  - 妖怪ウォッチ シャドウサイド
  - 妖怪ウォッチ!（第13話で途中打ち切り）
- 新幹線変形ロボ シンカリオンZ（2話連続放送、第1期（TBS製作）は県内未放送）
- 田舎に泊まろう!
- トコトンハテナ
- 石川遼スペシャル RESPECT 〜ゴルフを愛する人々へ〜
- ちょこっとイイコト 〜岡村ほんこん♥しあわせプロジェクト〜
- 愛と誠
- THE フィッシング（テレビ大阪制作、現在はFBCで放送）※
- 金子柱憲・高田純次ゴルフの王道
- 石橋勝のボランティア21（テレビ大阪制作）
- スーパーオプション（テレビ大阪制作）
- ナビゲーター
- TVチャンピオン→TVチャンピオン2
- クイズ赤恥青恥
- 愛の貧乏脱出大作戦
- あっぱれ!日本一
- Qっと!サイエンス（テレビ大阪制作）
- MUSIX!
- 和風総本家（テレビ大阪制作）
- 世の中ガブッと!
- 走改車楽（テレビ大阪制作）
- しましまとらのしまじろう→はっけん たいけん だいすき!しまじろう→しまじろう ヘソカ→しまじろうのわお!（テレビせとうち制作、2022年9月打ち切り）※
- SPY×FAMILY
- ヤギと大悟

ほか

### TBS系番組
- 3年B組金八先生 - 第3シリーズから第7シリーズまで放送。第8シリーズは放送未定、単発スペシャル番組の一部は未放映。
- オイシーのが好き!
- 火曜20時ドラマ枠（一部のみ）
  - スチュワーデス物語
- 火曜21時ドラマ枠（一部のみ）
  - 毎度おさわがせします、夏・体験物語など
- 金曜21時ドラマ枠（一部のみ）
  - 予備校ブギ、卒業（中山美穂主演）、はいすくーる落書など
- 水曜劇場（水曜22時に1週間遅れで放送）
  - 寺内貫太郎一家、ムー、ムー一族
- 木曜座（一部作品は毎日放送制作）
- 横溝正史シリーズ
- ろぼっ子ビートン（本放送終了後、1981年頃に平日 17:10 - 17:25に放送[30]）
- まんが日本絵巻（本放送終了後、1979年 - 1980年頃に金曜 17:25 - 17:55に放送[31]）
- 毎日放送制作金曜19時台前半枠
  - 宇宙鉄人キョーダイン→大鉄人17→まんが偉人物語→まんがこども文庫→仮面ライダー (スカイライダー)→仮面ライダースーパー1
- 仮面ライダーBLACK→仮面ライダーBLACK RX（毎日放送制作）
- 世界まるごとHOWマッチ（毎日放送制作）
- 兼高かおる世界の旅
- ヤングおー!おー!（毎日放送制作・腸捻転時代から放送）
- クイズMr.ロンリー（毎日放送制作）
- 超時空要塞マクロス（毎日放送制作）
- 超時空世紀オーガス（毎日放送制作）
- まんがどうして物語（本放送終了後、1994年頃に月曜 - 金曜 6:05 - 6:20・月曜 - 木曜 16:10 - 16:25に放送[32]）
- 超獣機神ダンクーガ
- 全日本カラオケグランプリ - 2011年は1月7日（金）14:05 - 15:30に放送。
- 闇金ウシジマくんSeason1（毎日放送制作） - Season2・Season3は福井放送で放送。
- あらびき団（TBSテレビ・NET WEB制作）
- よしもと新喜劇（毎日放送制作、途中打ち切り）※
- 7つの海を楽しもう!世界さまぁ〜リゾート
- プレバト!! （毎日放送制作、途中打ち切り）

ほか

### 日本テレビ系番組
※以下の日本テレビ系番組は、地元の福井県の日本テレビ系列主体でテレビ朝日系列とのクロスネット局である福井放送では放送実績が無い。
- ときめきトゥナイト[要出典]
- 戦え!超ロボット生命体トランスフォーマー - 途中打ち切り
- 戦え!超ロボット生命体トランスフォーマー2010
- トランスフォーマー ザ☆ヘッドマスターズ
- トランスフォーマー 超神マスターフォース
- 戦え!超ロボット生命体 トランスフォーマーV
- われら夫婦
- ガラスの仮面（エイケン版）- 福井県立美術館の特番として最終話のみ放送。

ほか

### 独立局系番組
- 激闘!アイドル予備校
- Gift 〜ギフト〜
- 純情ロマンチカ
- ストライクウィッチーズ（第1期のみ）
- メガネブ!
- 凪のあすから
- グラスリップ
- NON STYLE井上のバズらせJAPAN
- 異修羅
- オーバーロード（第1期のみを本放送終了後に放送）
- 時々ボソッとロシア語でデレる隣のアーリャさん

ほか

### その他
- まちかど県政（日曜 11:45 - 11:50、福井県広報番組）- 福井放送でも同一内容を放送。2019年9月まで放送。
- GO!ゴー!ふくい（同上）- 『まちかど県政』の後継番組。福井放送でも同一内容を放送。2021年3月まで放送。

## アナウンサー

### 現在

#### 男性
- 2014年 吉田圭吾（元長野放送アナウンサー）
- 2015年 田島嘉晃
- 2024年 佐々木拓哉

#### 女性
- 2006年 原渕由布奈（テレビ神奈川『みんなが出るテレビ』元女子大生レポーター）
- 2013年 今野真帆
- 2014年 倉地恵利
- 2024年 福山千奈

### 過去

#### 男性
- 1969年
  - 川口泰之[33]
- 1974年
  - 岡貞実[34]
- 1983年
  - 児島吉洋（ - 2002年）
- 1991年
  - 松枝隆一（ - 2014年3月、現在は編成局）
- 1994年
  - 櫻井浩二（ - 1996年、現・RKB毎日放送アナウンサー）
  - 松下尚史（ - 2008年）
- 1999年
  - 丸山勝義（ - 2021年3月、現在は別部署）
- 2000年
  - 桑原達秋（ - 2013年、関西テレビの元・アナウンサー桑原征平の長男で、総務部へ異動した現在も『日本全国福むすび』に出演中）
- 2007年
  - 安藤好靖（ - 2014年3月）
- 2009年
  - 小林貴義
  - 坂本剛史（ - 2024年2月、現在は別部署）
- 2011年
  - 久高成矢（ - 2014年3月、ラジオ沖縄アナウンサーを経てフリーアナウンサー）

#### 女性
- 1983年
  - 細井裕子
- 1989年
  - 小林千鶴（ - 1990年）
- 1992年
  - 竹本和子（ - 1998年）
- 1994年
  - 多田記子
- 1995年
  - 鈴木理香（ - 2003年、圭三プロダクション所属）
- 1998年
  - 廣瀬絵理（ - 2004年）
  - 松本裕子（ - 2004年、現・北海道文化放送ニュースキャスター）
  - 安野由里子（ - 2012年）
  - 山口希美
- 2000年
  - 福田布貴子（ - 2018年3月）
- 2004年
  - 岩崎良美（ - 2007年、ライムライト所属）
  - 奥澤千絵（ - 2006年）
  - 松山桃子（ - 2008年）
- 2005年
  - 圓山詩織（ - 2011年）
- 2007年
  - 名越涼子（ - 2009年9月、テレビ愛知アナウンサーを経てフリーアナウンサー）
- 2008年
  - 大塚奈央子（ - 2011年、テレビ大阪・名古屋テレビ放送の契約アナウンサーを経てフリーアナウンサー）
- 2009年
  - 井上愛梨（ - 2023年3月、元南海放送アナウンサー、元KBS京都契約アナウンサー）
- 2010年
  - 副島優子（ - 2013年、現・NHK千葉放送局契約キャスター）
- 2011年
  - 塩見泰子（ - 2016年3月、現在は気象予報士としてNHK大阪放送局とキャスター契約）
- 2012年
  - 加藤美和（ - 2013年、その後静岡放送アナウンサー（退社））
- 2013年
  - 金谷有希子（ - 2014年3月、元とちぎテレビアナウンサー、元NHK京都放送局契約キャスター）
- 2015年
  - 坪田真奈（ - 2021年3月）
  - 秦まりな（9月 - 2016年3月、現・山陰放送アナウンサー）
- 2016年
  - 金井一世（ - 2019年、元南海放送アナウンサー、元NHK前橋放送局契約キャスター）
- 2018年
  - 朝田夢子（ - 2020年3月、元NHK札幌放送局契約キャスター、退社後はサンテレビジョンの契約アナウンサーを経て、フリーアナウンサーとして舞夢プロに在籍）
- 2019年
  - 佐橋嬉香（ - 2024年4月）
- 2020年
  - 中道詩織（ - 2023年）
- 2023年
  - 田辺真南葉（ - 2025年6月、現・ウェザーニューズ所属）
- 谷川有希乃（現、フリーアナウンサー）
- 高塚恵子
- 清田いずみ
- 鎌田佳子
- 安田いづみ
- 前田晴美（エス・オー・プロモーション所属）
- 三島美佳子

## 主な受賞歴
『聖職のゆくえ～働き方改革元年～』2019年日本民間放送連盟賞番組部門テレビ報道番組最優秀賞、テレビ準グランプリ、第28回FNSドキュメンタリー大賞特別賞を、『互恵の糸～山里の中国人研修生を追って～』で第16回FNSドキュメンタリー大賞を受賞するなど良質な番組を送り続けている。

## マスコットキャラクター
- 局のキャラクターは、『AERA』の連載漫画でもある「EarEarちゃん（イヤイヤちゃん）」。制作者は福井県坂井市出身のアートディレクター戸田正寿が手掛けている。ほか、イヤイヤちゃん以外にもシン・グン・ソウソウ・ミンミン・テンテンなどが、福井テレビの公式サイトで紹介されている。